# Paradyż (gmina)
Pour les articles homonymes, voir Paradyż.
Paradyż est une gmina (commune) rurale (gmina wiejska) du powiat d'Opoczno, dans la Voïvodie de Łódź, dans le centre de la Pologne.
Son siège administratif (chef-lieu) est le village de Paradyż, qui se situe environ 15 kilomètres (km) au sud-ouest d'Opoczno (siège du powiat) et 70 kilomètres au sud-est de la capitale régionale Łódź (capitale de la voïvodie).
La gmina couvre une superficie de 81,56 km2 pour une population de 4 421 habitants en 2006.

## Géographie
La gmina inclut les villages et localités de :
- Adamów
- Alfonsów
- Bogusławy
- Daleszewice
- Dorobna Wola
- Feliksów
- Grzymałów
- Honoratów
- Irenów
- Joaniów
- Kazimierzów
- Krasik
- Mariampol
- Paradyż
- Podgaj
- Popławy-Kolonia
- Przyłęk
- Solec
- Stanisławów
- Stawowice, Stawowice-Kolonia
- Stawowiczki
- Sylwerynów
- Wielka Wola
- Wójcin
- Wójcin A
- Wójcin B

### Gminy voisines
La gmina de Paradyż est voisine des gminy suivantes :
- Aleksandrów
- Białaczów
- Mniszków
- Sławno
- Żarnów

## Administration
De 1975 à 1998, le village était attaché administrativement à l'ancienne voïvodie de Piotrków.

Depuis 1999, il fait partie de la nouvelle voïvodie de Łódź.

## Structure du terrain
D'après les données de 2007, la superficie de la commune de Paradyż est de 123,83 kilomètres carrés, répartis comme telle :
- terres agricoles : 78 %
- forêts : 16 %

La commune représente 7,82 % de la superficie du powiat.

## Démographie
Données du 31 décembre 2007 :
| Description        | Total  | Total | Femmes | Femmes | Hommes | Hommes |
| ------------------ | ------ | ----- | ------ | ------ | ------ | ------ |
| Unité              | Nombre | %     | Nombre | %      | Nombre | %      |
| Population         | 4 434  | 100   | 2 209  | 49,8   | 2 225  | 50,2   |
| Densité (hab./km²) | 54     | 54    | 27     | 27     | 27     | 27     |